# Верблюжья (станция)
Верблю́жья — железнодорожная станция Астраханского региона Приволжской железной дороги. Расположена в 72 километрах к югу от Верхнего Баскунчака. Названа по посёлку Верблюжьему, который расположен рядом.

## История
Станция открылась в 1907 году вместе с участком Красный Кут — Бузан исторической Астраханской линии бывшей Рязано-Уральской железной дороги. До 1985 года представляла собой разъезд. После укладки второго пути на участке Кутум — Верхний Баскунчак практически утратила своё функциональное значение.

## Происшествия в истории станции
В августе 2006 года из-за очень жаркой погоды, установившейся в Астраханской области, на железной дороге произошёл пожар, в результате которого выгорели все шпалы на 1,5-километровом участке перегона Верблюжья — Богдо. Движение поездов было парализовано 2 дня.

## Деятельность
Предназначается для остановки некоторых пассажирских поездов, следующих по участку Верхний Баскунчак — Аксарайская. 

## Дальнее сообщение
| № поезда | Маршрут движения    | № поезда | Маршрут движения    |
| -------- | ------------------- | -------- | ------------------- |
| 301      | Грозный — Волгоград | 302      | Волгоград — Грозный |